# کوری مونتیه
کاری آلن مایکل مونتیه (انگلیسی: Cory Allan Michael Monteith؛ ۱۱ مه ۱۹۸۲ - ۱۳ ژوئیه ۲۰۱۳) خواننده و بازیگر کانادایی بود، که در بریتیش کلمبیا در نقش‌های جزئی بازی میکرد، علت شهرت وی بازی در نقش فین هادسون در مجموعه تلویزیونی شبکه رسانه‌ای فاکس گلی است. وی با سلنا گومز در فیلم مونته کارلو نیز بازی کرده‌است.
مونتیه از سن ۱۲ سالگی مشکل سوء مصرف مواد مخدر داشت. در سن ۱۶ سالگی مدرسه را ترک کرد. وی با مداخله خانواده و دوستان در سن ۱۹ سالگی به مرکز ترک اعتیاد رفت. اما به دلیل مشکلات، بار دیگر به سمت اعتیاد کشیده شد و انقدر پیش رفت که در سال ۲۰۱۱ مجله parade در بارهٔ سوء مصرف مواد مخدر با وی مصاحبه کرد.
وی بار دیگر در ماه مارس سال ۲۰۱۳ به دنبال درمان اعتیادش رفت. اما متأسفانه ۴ ماه بعد در ۱۳ ژوئیه ۲۰۱۳ بر اثر مسمومیت تصادفی توسط ترکیبی سمی از هروئین و الکل جسدش را در اتاق یک هتل در شهر ونکوور کانادا پیدا کردند.

## زندگی شخصی
مونتیه در ۱۱ مه ۱۹۸۲ در کلگری آلبرتا به دنیا امد. او دو برادر بزرگتر به نام‌های (مک‌گرگور) که دکوراتور داخلی و (جو) که در نیروی نظامی بخش پیاده‌نظام پرنسس پاتریشیادر کانادا خدمت می‌کند و همچنین یک برادر کوچکتر به نام (شان) دارد. پدر، مادر مونتیه وقتی او ۷ ساله بود از هم طلاق گرفتند. او به همراه مادر و برادر کوچکترش (شان) در ویکتوریا ساکن شدن. بعد از طلاق، مونتیه به دلیل مشکلات اجتماعی و بودن برادرش (جو) در خدمات نظامی کمتر پدر خود را می‌دید.
اعتیاد او به الکل و ماری‌جوانا در سن ۱۲ سالگی اغاز شد و به دلیل اعتیاد از مدارس و آموزشگاه‌ها فرار می‌کرد. او پس از عوض کردن ۱۶ مدرسه و شرکت در برنامه‌های جایگزینی برای نوجوانان مشکل ساز، در سن ۱۶ سالگی رفته رفته وابستگیش به الکل و مواد مخدر افزایش یافت و دست به خلاف‌های کوچک از جمله سرقت پول از دوستان و خانواده زد.
نقطه عطف در زندگی مونتیه زمانی بود که مادر و گروهی از دوستانش به کمک او امدند و وی را در سن ۱۹ سالگی به یک مرکز توانبخشی اعتیاد بردند. در همین رابطه مونتیه اظهار کرد:(من بسیار خوش‌شانس هستم که خانواده و دوستانی مهربان و دلسوز دارم.)
مونتیه در سال ۲۰۱۱ با شرکت در یک مدرسه جایگزینی در شهر ویکتوریا دیپلم خود را گرفت و شروع به فعالیت‌هایی از جمله کار در شرکت خورده فروشی وال‌مارت، راننده تاکسی، مکانیک، راننده اتوبوس مدرسه و سقف کاذب کرد.
مونتیه در سال ۲۰۰۹ همراه با لی میشل (بازیگر و خواننده امریکایی) در سریال تلویزیونی گلی شروع به کار کرد و قرار شد در ان سریال نقش دوست پسر لی میشل را بازی کند. در سال ۲۰۱۲ گزارش شد که مونتیه و میشل قرار است بعد از اتمام سریال نیز با هم رابطه داشته باشند. اما متأسفانه مونتیه یک سال و نیم بعد از این گزارش فوت کرد.

## بازیگری
مونتیه حرفهٔ بازیگری خود را در شهر ونکوور یکی از شهرهای بریتیش کلمبیا اغاز کرد. او در ابتدا نقش‌های کوچکی در فیلم‌های (مقصد نهایی ۳ , نجوا، سالن دک و کایل ایکس‌وای) بازی کرد. او همچنین به عنوان بازیگر مهمان در سریال‌های (اسمالویل , سوپرنچرال , فلش گوردون، دروازه ستارگان اتلانتیس و دروازه ستارگان اس‌جی-۱) ایفای نقش کرد. در سال ۲۰۰۵ او در فیلم (قاتل باش) که در بارهٔ انتقام یک روح از فرزندان قاتلینش است بازی کرد و سال بعد نیز حضور کوتاهی در فیلم بلودی ماری داشت. شهرت مونتیه در سال ۲۰۰۷ با بازی در نقش (Gunnar) در سریال (کایا) که از شبکه MTV پخش می‌شد اغاز شد و در آوریل ۲۰۱۱ با بازی در فیلم مونته کارلو به شهرتش افزوده شد. در دسامبر ۲۰۱۰ اعلام شد که مونتیه در فیلمی کمدی موزیکال که هنوز نامش مشخص نیست و برای شرکت فاکس قرن بیستم بازی می‌کند.

## فیلم شناسی
فیلم‌های سینمایی
| سال‌تولید | عنوان‌فیلم            | نقش                 |
| -------- | -------------------- | ------------------- |
| ۲۰۰۵     | قاتل باش             | Douglas Waylan Hart |
| ۲۰۰۶     | بلود ماری            | Paul Zuckerman      |
| ۲۰۰۶     | خرد کننده            | Michael             |
| ۲۰۰۶     | سالن دک              | Madison's date      |
| ۲۰۰۶     | مقصد نهایی ۳         | Kahill              |
| ۲۰۰۷     | دو رگه               | Aaron Scates        |
| ۲۰۰۷     | موج سفید:نور         | Scooter guy         |
| ۲۰۰۷     | کودک گم شده          | Davis Calder        |
| ۲۰۰۷     | نامرئی               | Jimmy               |
| ۲۰۰۷     | نجوا                 | Teenage boy         |
| ۲۰۰۷     | مگ خوشحال            | Stu                 |
| ۲۰۰۸     | پسر همسایه           | Jason Soto          |
| ۲۰۱۱     | دختر شکن             |                     |
| ۲۰۱۱     | مونته کارلو          | Owen                |
| ۲۰۱۱     | خواهر و برادر        | Justin Montegan     |
| ۲۰۱۱     | کلوپ شادی:کنسرت فیلم | فین هادسون          |
| ۲۰۱۳     | دلایل نادرست         | James Ascher        |
| ۲۰۱۳     | مکانیک               | Simon Weeks         |

تلویزیون
| سال‌تولید  | عنوان‌فیلم               | نقش                | توضیحات |
| --------- | ----------------------- | ------------------ | --- |
| ۲۰۰۴      | دروازه ستارگان اتلانتیس | Genii Private      | فصل"اول" قسمت:"دهم:طوفان" |
| ۲۰۰۵      | غریزه‌کشنده              | Windsurfer Bob     | قسمت:"هشتم:مرا فراموش نکن" |
| ۲۰۰۵      | اسمالویل                | Frat cowboy        | فصل"پنجم" قسمت:"پنجم:تشنگی" |
| ۲۰۰۵      | شمشیر جوانان            | Marcel Le Rue      | قسمت:"یازدهم:انسان وارث است" |
| ۲۰۰۵      | سوپرنچرال               | Gary               | فصل"اول" قسمت:"دوم:حرکت کن" |
| ۲۰۰۶      | کایل ایکس‌وای            | Charlie Tanner     | فصل"اول" در ۷ قسمت |
| ۲۰۰۶      | دروازه ستارگان اس‌جی-۱   | Young Mitchell     | فصل"دهم" قسمت:"ششم:۲۰۰" |
| ۲۰۰۶      | سوت‌زن                   | Lip Ring           | فصل"اول" قسمت:"پنجم:بار حقیقت"                                                                                                  |
| ۲۰۰۷      | کایا                    | Gunnar             | در کل سریال |
| ۲۰۰۷      | فلش گوردون              | Ian Finley         | قسمت:"ششم:منبع زندگی" |
| ۲۰۰۸      | ترس از خود              | James              | قسمت:"ششم:اولین روز سال" |
| ۲۰۰۹      | معشوقه                  | Jason              | فصل"دوم" |
| ۲۰۰۹      | دستیاران                | Shane Baker        | در ۲ قسمت |
| ۲۰۰۹-۲۰۱۳ | گلی                     | فین هادسون         | فصل"۱-۲-۳-۴" در مجموع در۸۱ قسمت بازی کرده به دلیل مرگ ناگهانی، در فصل ۵ قسمت ۳ همین فیلم یادبود با شکوهی برای وی برگزار می‌کنند. |
| ۲۰۱۰      | سیمپسون‌ها               | Flynn              | فصل"بیست و دوم" قسمت:"اول:مدرسه ابتدایی موسیقی" موضوع این قسمت دربارهٔ سریال گلی (مجموعه تلویزیونی) است.                         |
| ۲۰۱۱      | کلیولند شو              | فین هادسون         | فصل"دوم" قسمت:"یازدهم:ایا نظر شما در حل مشکلات مانند روبرتا است؟" موضوع این قسمت دربارهٔ سریال گلی (مجموعه تلویزیونی) است.       |
| ۲۰۱۲      | پروژهٔ گلی               | نقش خودکوری مونتیه | فصل"دوم" قسمت:"سوم:اسیب پذیر"                                                                                                   |
| ۲۰۱۳      | استاد اشپز              | نقش خودکوری مونتیه | فصل"چهارم" قسمت:"دهم:چالش تیم مدیریت"                                                                                           |

## جوایز
| سال  | عنوان       | جایزه                             | رده                                                 | نتیجه    |
| ---- | ----------- | --------------------------------- | --------------------------------------------------- | -------- |
| ۲۰۰۹ | گلی         | ۱۶ دوره جایزه انجمن بازیگران فیلم | بهترین عملکرد یک گروه موسیقی در یک سریال کمدی       | پیروز    |
| ۲۰۰۹ | گلی         | جوایز برگزیده نوجوانان۲۰۰۹        | بهترین بازیگر نقش اول مرد به انتخاب شبکه            | نامزدشده |
| ۲۰۱۰ | گلی         | جوایز سبک هالیوود                 | جایزه مرد سبک اینده                                 | پیروز    |
| ۲۰۱۰ | گلی         | ۱۷ دوره جایزه انجمن بازیگران فیلم | بهترین عملکرد یک گروه موسیقی در یک سریال کمدی       | نامزدشده |
| ۲۰۱۰ | گلی         | جوایز برگزیده نوجوانان۲۰۱۰        | بهترین بازیگر نقش اول مرد کمدی به انتخاب شبکه       | نامزدشده |
| ۲۰۱۱ | گلی         | جایزه گرمی۲۰۱۱                    | بهترین موسیقی متن مجموعه و بهترین اجرای پاپ با اواز | نامزدشده |
| ۲۰۱۱ | گلی         | جوایز برگزیده نوجوانان۲۰۱۱        | بهترین بازیگر نقش اول مرد کمدی به انتخاب شبکه       | پیروز    |
| ۲۰۱۱ | مونته کارلو | جوایز برگزیده نوجوانان۲۰۱۱        | تابستان:بهترین بازیگر مرد فیلم                      | نامزدشده |
| ۲۰۱۱ | گلی         | ۱۸ دوره جایزه انجمن بازیگران فیلم | بهترین عملکرد یک گروه موسیقی در یک سریال کمدی       | نامزدشده |
| ۲۰۱۲ | گلی         | جایزه همه چیز ۲۰۱۲                | بهترین بازیگر مرد شبکه                              | پیروز    |
| ۲۰۱۲ | گلی         | ۱۹ دوره جایزه انجمن بازیگران فیلم | بهترین عملکرد یک گروه موسیقی در یک سریال کمدی       | نامزدشده |
| ۲۰۱۲ | گلی         | جایزه گرمی۲۰۱۲                    | بهترین موسیقی متن در مجموعه رسانه‌ای                 | نامزدشده |